# Чешме (замок)
Замок Чешме (тур. Çeşme Kalesi) — исторический замок в турецком городе Чешме, на берегу Эгейского моря. Построен в XVI веке. 
В 2020 году ЮНЕСКО включила замок в число кандидатов на включение в список объектов Всемирного наследия.

## История и архитектура
Поселение Чешме, находившееся в 35 км от Измира, дважды подвергалось нападению венецианцев — в 1472 и 1501 годах. После этого султан Баязид II распорядился построить замок для защиты побережья. Работы были завершены в 1508 году. Комендантом замка стал Мир Хайдар, губернатор Айдынского вилайета. 
Замок имеет шесть бастионов на трёх фасадах. Две башни, расположенные ближе всего к морю, имеют архитектурное сходство с северо-западной башней генуэзского замка на острове Хиос. Первоначальном замок находился непосредственно у береговой линии, но спустя несколько веков из-за отступления моря он располагается чуть глубже в сторону суши.
Крепость известна по Чесменскому сражению между русским и турецким флотами, произошедшем в 1770 году. Битва прошла в гавани, прямо под стенами замка.
Замок Чешме использовался по назначению вплоть до XIX века, но позже был фактически заброшен. В 1965 году его открыли для публики как первый оружейный музей, в котором было выставлено оружие, привезенное из стамбульского дворца-музея Топкапы. В 1984 году он был преобразован Археологическим музеем Чешме. Здесь представлены находки из поселения Багджылар бронзового века в центре Чешме и древнего города Чешме-Эритрай: амфоры и другие предметы, связанные с торговлей. Кроме того, в музее представлено изображение русско-турецкой войны.
По состоянию на начало XXI века а территории замка проводятся такие мероприятия, как Международный музыкальный фестиваль Чешме и Фестиваль Чешме. Перед замком стоит памятник алжирскому Гази Хасан-паше.

## Галерея

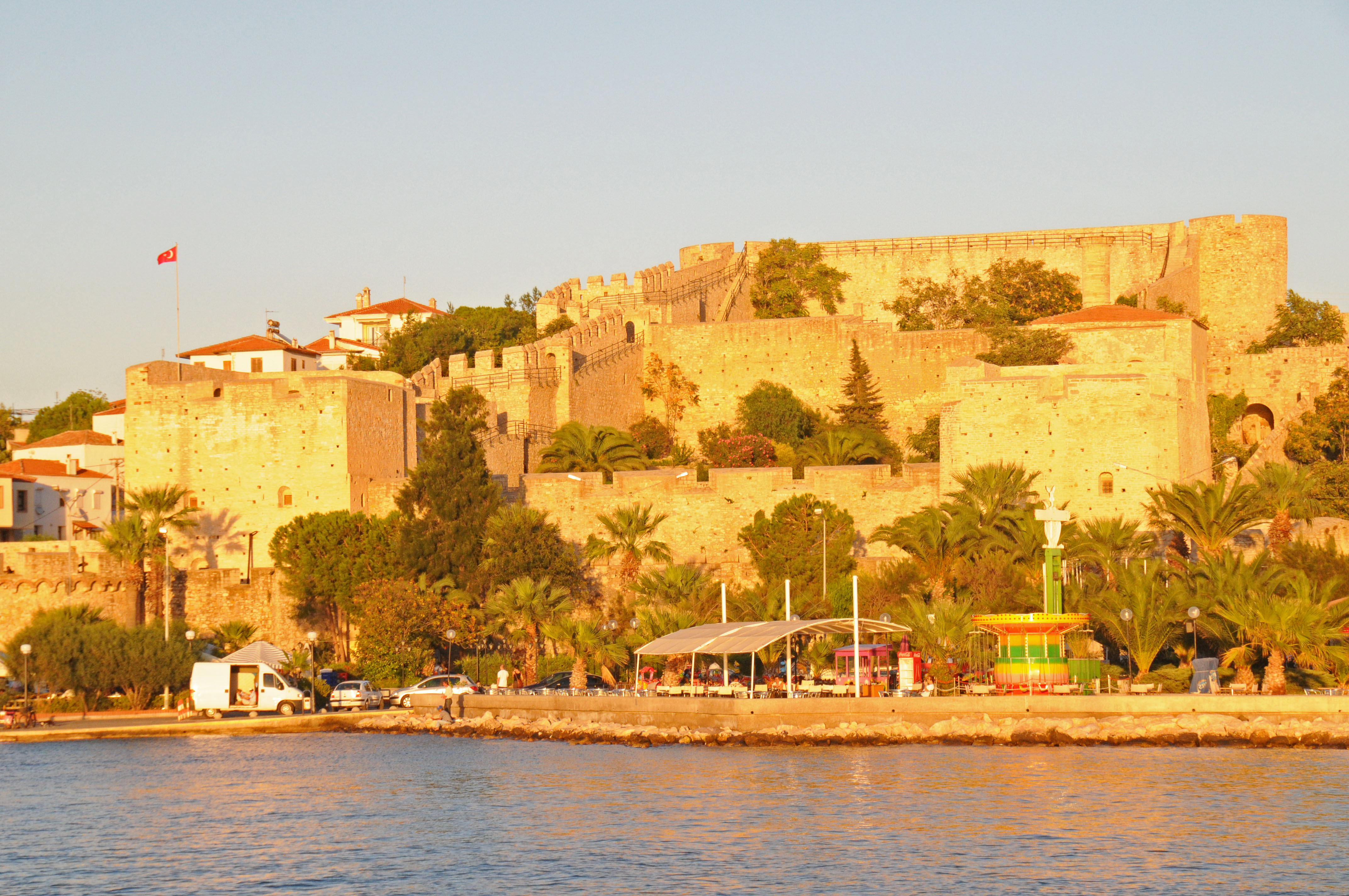
Вид на замок со стороны Чесменской бухты
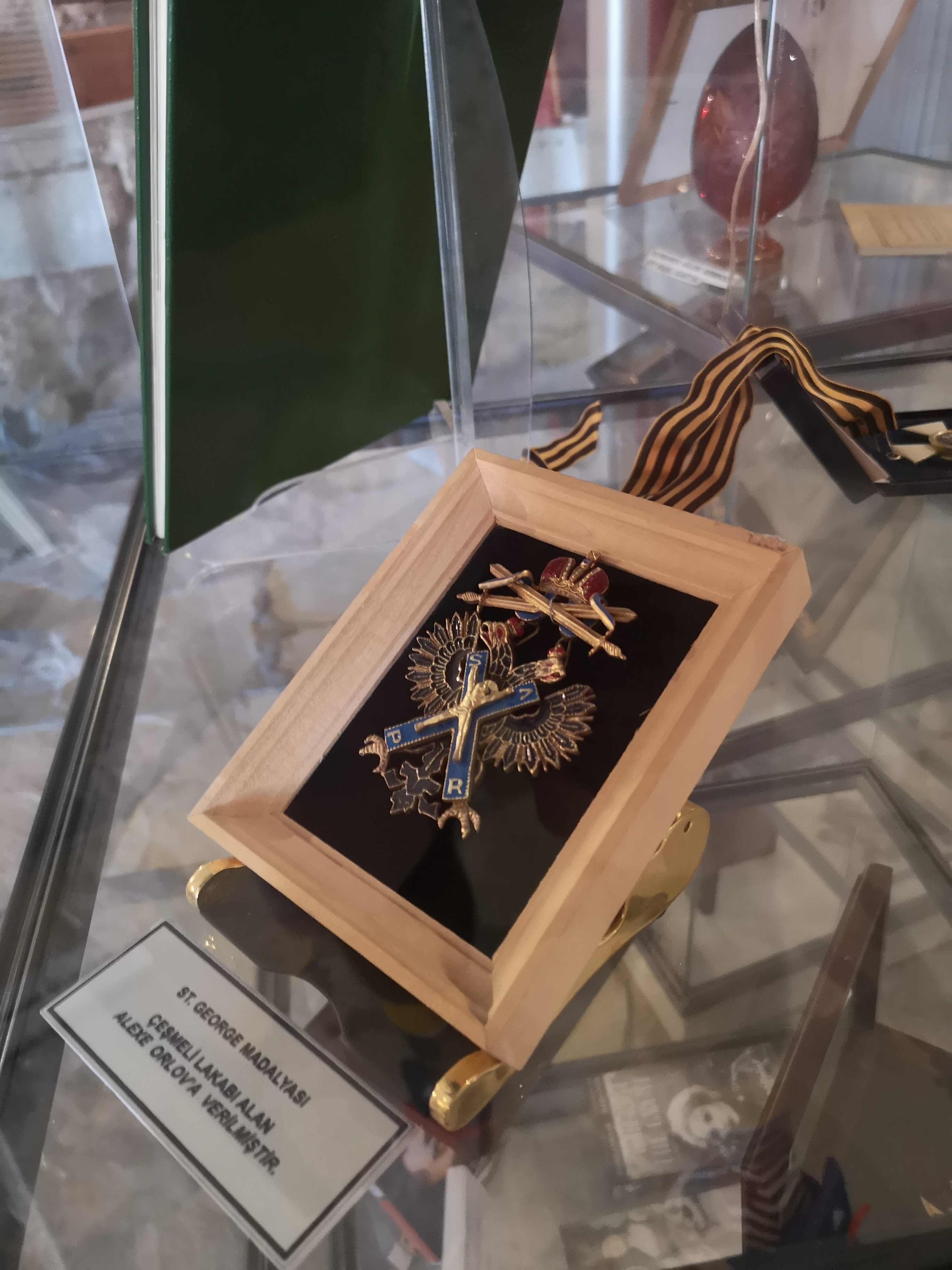
Артефакты времен русско-турецкой войны в музее замка
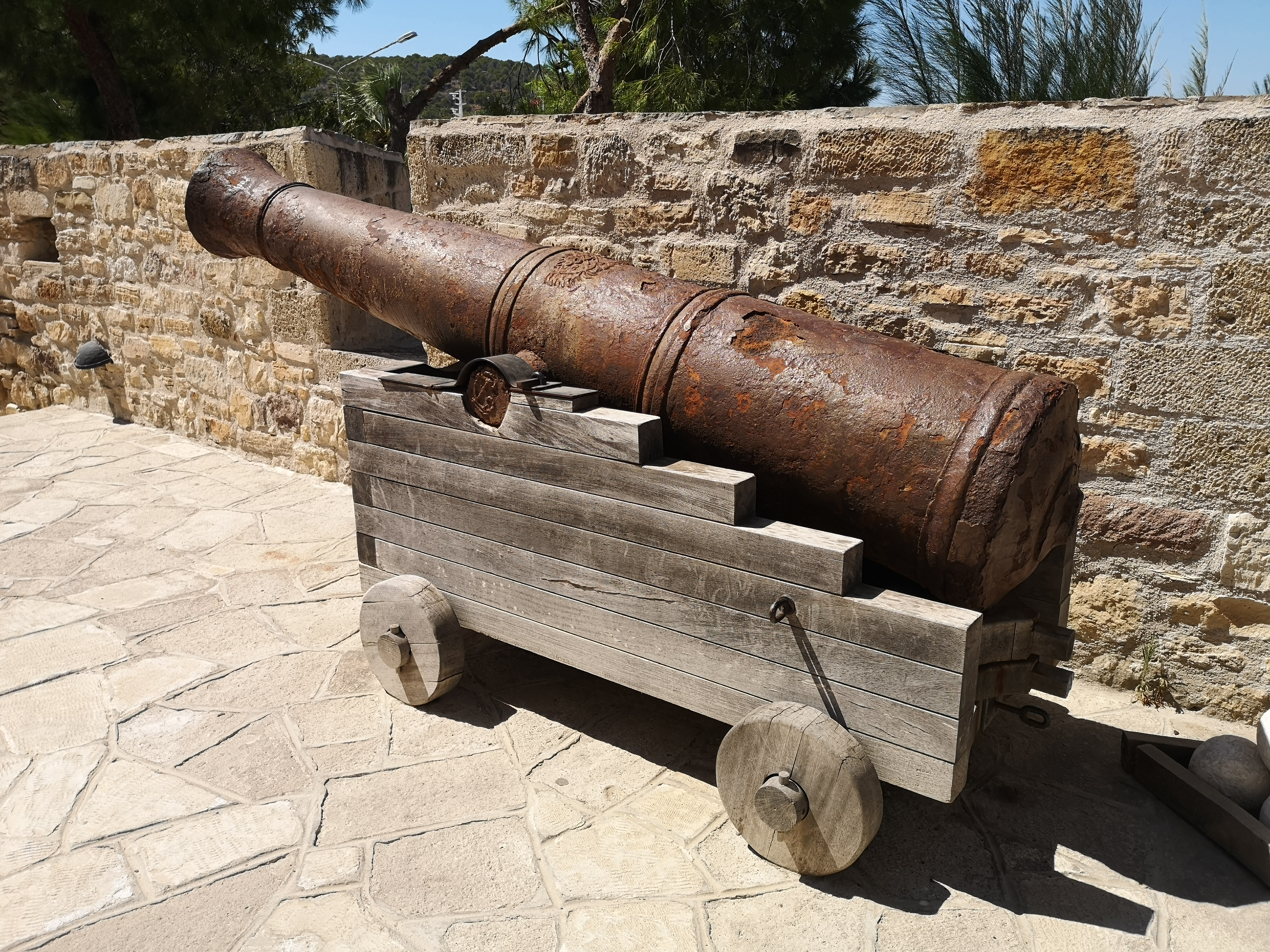
Пушка из экспозиции музея замка
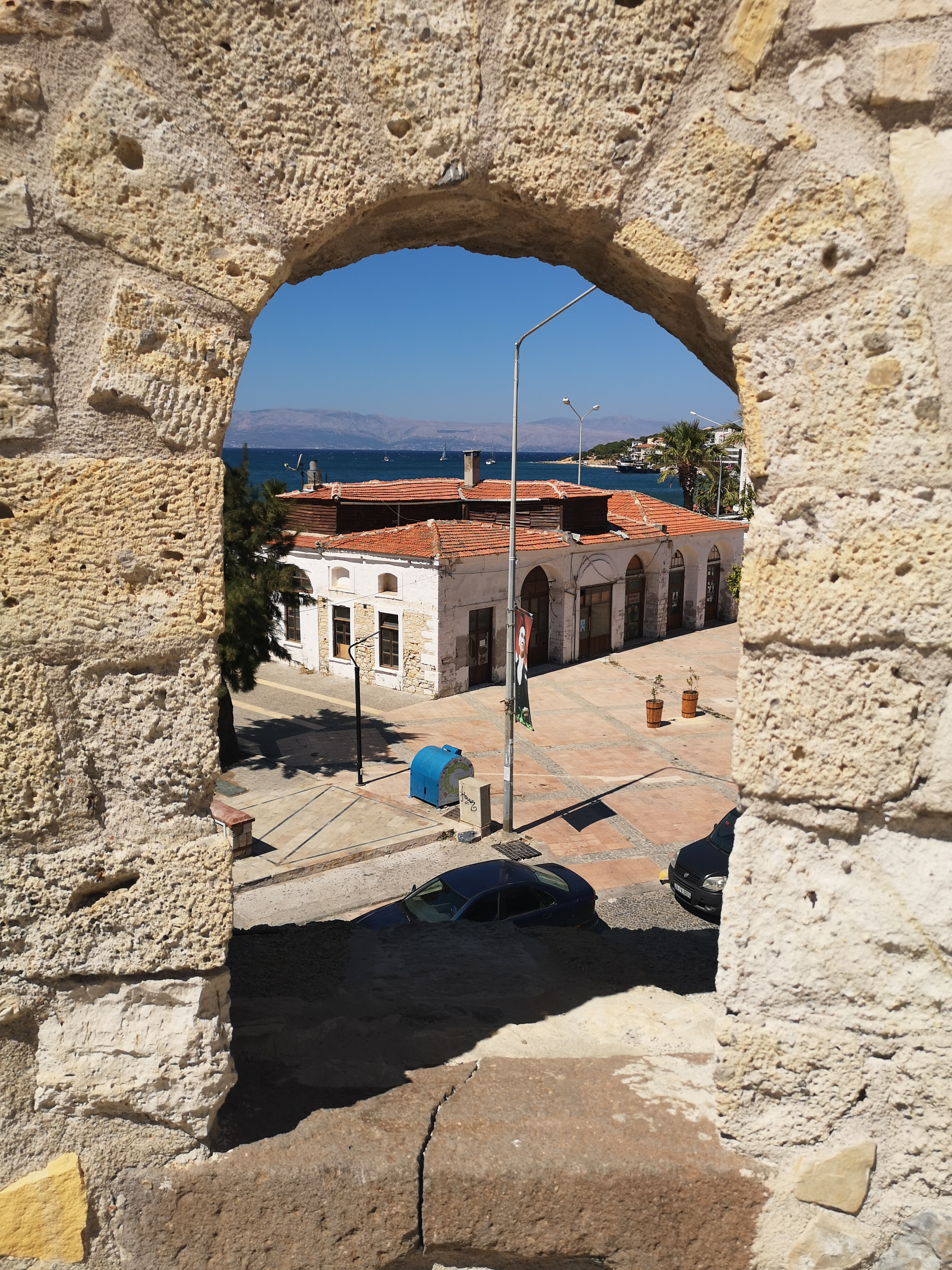
Вид из замка наружу